# Sankt Florian
Sankt Florian là một đô thị ở bang Oberösterreich, nước Áo. Đô thị này có diện tích 44 km², dân số thời điểm ngày 31 tháng 12 năm 2005 là 5652 người. Sank Florian có cự ly 16 km so với Linz, nằm ở khu vực có độ cao 296 mét trên mực nước biển.